# Wesoły sublokator
Wesoły sublokator (ang. The More the Merrier) – amerykański film z 1943 roku w reżyserii George’a Stevensa.

## Fabuła
Trwa II wojna światowa, która przynosi m.in. ogromny deficyt mieszkaniowy, zwłaszcza w Waszyngtonie, gdzie Connie Milligan (Jean Arthur), poniekąd z poczucia obywatelskiego obowiązku, postanawia wynająć jeden pokój swojego mieszkania, licząc na towarzystwo jakiejś miłej, porządnej współlokatorki. Tymczasem w zamian trafia się jej Benjamin Dingle - rezolutny i zaradny pan w średnim wieku (nagrodzony Oscarem Charles Coburn), który szybko przekonuje młodą kobietę do wynajęcia pokoju właśnie jemu, jako najodpowiedniejszej z osób. Szybko potem przedsiębiorczy pan wynajmuje połowę swojej połowy mieszkania, nonszalanckiemu, młodemu Joe Carterowi (Joel McCrea), co jest powodem licznych komediowych i miłosnych perypetii.

## Obsada
- Jean Arthur – Connie Milligan
- Joel McCrea – Joe Carter
- Charles Coburn – Benjamin Dingle
- Richard Gaines – Charles J. Pendergast
- Stanley Clements – Morton Rodakiewicz

## Nagrody i nominacje
| Organizacja                                    | Wygrane                               | Nominacje    |
| ---------------------------------------------- | ------------------------------------- | ------------ |
| Stowarzyszenie Nowojorskich Krytyków Filmowych | 1943 Najlepszy reżyser George Stevens | 1943 wygrana |

| Nazwa nagrody | Wygrane                                          | Nominacje |
| ------------- | ------------------------------------------------ | --- |
| Oscar         | 1944 Najlepszy aktor drugoplanowy Charles Coburn | 1944 Najlepszy film wytwórnia Columbia Pictures Najlepsza aktorka pierwszoplanowa Jean Arthur Najlepszy reżyser George Stevens Najlepsze oryginalne materiały do scenariusza Frank Ross, Robert Russell Najlepszy scenariusz Frank Ross, Lewis R. Foster, Richard Flournoy, Robert Russell |